# مارتين إدوين غارسيا
مارتين إدوين غارسيا (بالإسبانية: Martín Edwin García) (2 مارس 1981 ببوغوتا في كولومبيا - ) هو لاعب كرة قدم كولومبي في مركز الهجوم. لعب مع أمريكا دي كالي وإنديبنديينتي سانتا في وديبورتيس كوينديو وسيينسيانو ونادي ساو كايتانو ونادي فاسكو دا غاما ونادي مجموعة شانغهاي الدولية للموانئ ونادي ميلوناريوس ونادي نيكاكسا وتيبورونيس روخوس دي فيراكروز ونادي أليانزا ‏ وأتلتيكو مارته ‏ وShanghai Shenxin F.C. ‏ ونادي إنفيغادو وTianjin Tianhai F.C. ‏ وUnión Comercio ‏ وسبورت بويز وكوكوتا ديبورتيفو ‏.

## وصلات خارجية
- مارتين إدوين غارسيا على موقع قاعدة بيانات كرة القدم.إي يو (الإنجليزية)
- مارتين إدوين غارسيا على موقع Soccerway.com (الإنجليزية)